# Potito Starace
Potito Starace (Benevento, 14 de Julho de 1981) é um ex-tenista profissional italiano.

## Carreira
Potito é, em 2009, o melhor tenista italiano da modalidade. Defende a Itália na Copa Davis, conquistou 7 torneios Challengers, entre eles 2 em Nápoles e 2 em San Marino, e ainda conquistou dois títulos ATP em duplas. Em 2006, ele perdeu na primeira rodada para o tenista Flávio Saretta em Roland-Garros.

## Escândalo por apostas
Após a suspensão por 9 meses de Alessio di Mauro em novembro de 2007, Starace e Daniele Bracciali foram multados e impedidos de jogar por um curto período de tempo. Starace recebeu uma multa de 21.400 libras e suspensã de 6 semanas a partir de 1 de janeiro de 2008.
O caso de Starace girou em torno de sua final em Casablanca, em 2011, contra o espanhol Pablo Andújar, na qual o italiano perdeu. Starace tinha o retrospecto de 5–0 contra o adversário antes da partida. O corretor de apostas Massimo Erodiani perguntou via skype se Starace havia recebido um cheque para perder a partida, e recebeu uma resposta afirmativa, explicando que todas as apostas estavam seguras com esse resultado.
Em 2015, a federação italiana de tênis baniu permanentemente Bracciali e Starace.

## ATP finais

### Simples: 4 (0–4)
| Legenda                           |
| --------------------------------- |
| Grand Slam (0–0)                  |
| ATP World Tour Finals (0–0)       |
| ATP World Tour Masters 1000 (0–0) |
| ATP World Tour 500 Series (0–1)   |
| ATP World Tour 250 Series (0–3)   |

| Títulos por Piso |
| ---------------- |
| Duro (0–0)       |
| Saibro (0–4)     |
| Grama (0–0)      |
| Carpete (0–0)    |

| Resultado | N. | Data                | Torneio              | Piso   | Oponente            | Placar        |
| --------- | -- | ------------------- | -------------------- | ------ | ------------------- | ------------- |
| Vice      | 1. | 15 de Abril de 2007 | Valencia, Espanha    | Dura   | Nicolás Almagro     | 4–6, 6–2, 6–1 |
| Vice      | 2. | 29 de Julho de 2007 | Kitzbühel, Áustria   | Saibro | Juan Mónaco         | 5–7, 6–3, 6–4 |
| Vice      | 3. | 1 de Agosto de 2010 | ATP de Umag, Croácia | Saibro | Juan Carlos Ferrero | 6–4, 6–4      |
| Vice      | 4. | 10 de Abril de 2011 | Casablanca, Marrocos | Saibro | Pablo Andújar       | 6–1, 6–2      |

### Duplas: 9 (6–3)
| Legenda                           |
| --------------------------------- |
| Grand Slam (0–0)                  |
| ATP World Tour Finals (0–0)       |
| ATP World Tour Masters 1000 (0–0) |
| ATP World Tour 500 Series (2–2)   |
| ATP World Tour 250 Series (4–1)   |

| Títulos por Piso |
| ---------------- |
| Duro (2–0)       |
| Saibro (4–3)     |
| Grama (0–0)      |
| Carpete (0–0)    |

| Resultado | N. | Data               | Torneio                                       | Piso     | Parceiro                 | Oponentes                          | Placar                |
| --------- | -- | ------------------ | --------------------------------------------- | -------- | ------------------------ | ---------------------------------- | --------------------- |
| Vice      | 1. | Março 15, 2006     | Abierto Mexicano Telcel, Acapulco, México     | Saibro   | Filippo Volandri         | František Čermák Leoš Friedl       | 5–7, 2–6              |
| Campeão   | 1. | Março 4, 2007      | Abierto Mexicano Telcel, Acapulco, México     | Saibro   | Martín Vassallo Argüello | Lukáš Dlouhý Pavel Vízner          | 6–0, 6–2              |
| Campeão   | 2. | Julho 29, 2007     | Austrian Open, Kitzbühel, Áustria             | Saibro   | Luis Horna               | Tomás Behrend Christopher Kas      | 7–6(7–4), 7–6(7–5)    |
| Campeão   | 3. | Outubro 6, 2008    | Kremlin Cup, Moscou, Rússia                   | Duro (i) | Sergiy Stakhovsky        | Stephen Huss Ross Hutchins         | 7–6(7–4), 2–6, [10–6] |
| Vice      | 2. | Fevereiro 7, 2010  | Movistar Open, Santiago, Chile                | Saibro   | Horacio Zeballos         | Łukasz Kubot Oliver Marach         | 4–6, 0–6              |
| Vice      | 3. | Fevereiro 27, 2010 | Abierto Mexicano Telcel, Acapulco, México     | Saibro   | Fabio Fognini            | Łukasz Kubot Oliver Marach         | 0–6, 0–6              |
| Campeão   | 4. | Outubro 31, 2010   | St. Petersburg Open, St. Petersburg, Rússia   | Duro (i) | Daniele Bracciali        | Rohan Bopanna Aisam-ul-Haq Qureshi | 7–6(8–6), 7–6(7–5)    |
| Campeão   | 5. | Setembro 24, 2011  | BRD Năstase Țiriac Trophy, Bucareste, Romênia | Saibro   | Daniele Bracciali        | Julian Knowle David Marrero        | 3–6, 6–4, [10–8]      |
| Campeão   | 6. | Fevereiro 10, 2013 | VTR Open, Viña del Mar, Chile                 | Saibro   | Paolo Lorenzi            | Juan Mónaco Rafael Nadal           | 6-2, 6-4              |